# Sybra ochreosparsipennis
Sybra ochreosparsipennis là một loài bọ cánh cứng trong họ Cerambycidae.